# کالاموسپوندیلوس
 کالاموسپوندیلوس یا کالاموسپوندیلوس (نام علمی: Calamospondylus)، یک دایناسور ددپای گوشت‌خوار مربوط به دورهٔ کرتاسه پیشین می‌باشد. این جانور ۱۲۵ میلیون سال پیش می‌زیسته که حدود ‍۲ متر طول ۳۰ کیلوگرم وزن داشت‌است. سنگوارهٔ کالاموسپوندیلوس در انگلستان کشف شده‌است و در سال ۱۸۶۶ به وسیله فاکس نام‌گذاری شد. گونه خاص این جنس کالاموسپوندیلوس فاکس نام دارد.